# Цената на властта
„Цената на властта“ е български политически трилър от 2023 г., режисиран от Исидор Карадимов. Филмът разглежда теми като корупция, алчност и морална разруха в българската политика след 1989 г. Сюжетът проследява сложна мрежа от зависимости между политици, бизнесмени и адвокати, борещи се за влияние и контрол.

## Сюжет
След мистериозната смърт на висш политик – Ангелов, неговото място е заето от амбициозния Марко, който не се колебае да използва всякакви средства, за да се добере до властта. Междувременно адвокатът Ник получава флашка със секретни документи, които разкриват дълбоко вкоренена корупционна схема. С помощта на Хакера той започва разследване, което го отвежда до собствената му кантора и до съдружника му Петканов – подставено лице на властта. В този мрачен свят на манипулации, предателства и заговори границата между доброто и злото е почти невидима.

## Актьорски състав
- Димитър Ковачев – Фънки;
- Борис Дали;
- Камен Воденичаров;
- Георги Златарев;
- Тончо Токмакчиев;
- Диана Любенова;
- Китодар Тодоров;
- Йордан Караджов;
- Георги Кадурин;
- Кирил Ефремов;
- Тото;
- Димитър Баненкин;
- Гергана Райчевска;
- Ники Илиев.

## Сценарий
Сценарият е написан от Исидор Карадимов в съавторство с Ирина Лазарова.

## Премиера и разпространение
Официалната премиера на филма е на 1 декември 2023 г.
в България. Прожектира се във всички големи кина и е част от списъка с най-гледаните български филми за годината.

## Прием
„Цената на властта“ предизвиква полемики още преди излизането си заради темите, които засяга. Филмът е определян като провокативен и различен за българското кино. Критиката го приветства заради смелата тематика и доброто актьорско изпълнение. Особено внимание привлича ролята на Йордан Караджов и участието на известни музикални изпълнители.

## Зад кулисите
Проектът е реализиран от продуцентската компания „Стори Стейшън Пикчърс“. Режисьорът Исидор Карадимов работи с RED Monstro VV. Част от снимките са правени в реални политически сгради и градски локации.